# Saint-André (Flandre-Occidentale)
Pour les articles homonymes, voir Saint-André.
Saint-André ou Saint-André-lez-Bruges, en néerlandais Sint-Andries, est une section de la ville belge de Bruges située en Région flamande dans la province de Flandre-Occidentale.
C'était une commune à part entière avant la fusion des communes de 1971.

## Démographie

### Évolution démographique
- Sources : INS, Rem. : 1831 jusqu'en 1961 = recensements[3].

## Patrimoines
- Abbaye Saint-André
- Château Ter Lucht
- Chapelle Onze-Lieve-Vrouw van 't Boompje (chapelle du château Ter Lucht)
- Stade Jan-Breydel

## Personnalités liées
- Narcisse Ablaÿ (1806-1875), général belge, propriétaire du château Ter Lucht
- Albéric de Formanoir de la Cazerie (1882-1954), président du Cercle sportif brugeois, propriétaire du château Ter Lucht
- Ida Degrande (1910-?), athlète belge
- Roger Morsa (1909-1950) résistant belge y est décédé.
- André Vlaanderen, dessinateur hollandais (1881-1955) y a résidé dans les années 1930.